# Huub Stevens
Hubertus Jozef Margaretha Stevens, mais conhecido como Huub Stevens (Sittard, 29 de novembro de 1953), é um treinador e ex-futebolista neerlandês.

## Carreira
Sua carreira no futebol profissional iniciaria quando tinha apenas dezesseis anos, no Fortuna Sittard. Permaneceria durante cinco temporadas, quando se transferiu para o PSV Eindhoven. Neste, durante suas onze temporadas, viveu seus grandes momentos na carreira, participando de diversos títulos do clube, dentre eles a Copa da UEFA, em sua terceira temporada. Ainda durante sua passagem pelo PSV, defenderia a Seleção Neerlandesa em dezoito oportunidades (anotando um tento), participando da Eurocopa 1980.

## Treinador
Após se aposentar dos gramados, Stevens virou diretor das categorias de base do próprio PSV. Iniciaria sua carreira na função de treinador no comando do Roda. Neste, permaneceria durante três temporadas, obtendo bons resultados, os quais lhe renderam uma proposta do Schalke 04. No clube alemão, viveria seus grandes momentos como treinador, permanecendo durante seis temporadas e, conquistando o título da Copa da UEFA logo em sua temporada de estreia e, mais duas Copas da Alemanha em suas duas últimas temporadas no clube.
Após sua saída do Schalke, permaneceria na Alemanha, treinando em seguida o Hertha Berlin. Acabaria permanecendo pouco mais de uma temporada, sendo demitido no final do ano seguinte após péssimo início no campeonato. No ano seguinte, comandaria o Köln durante uma temporada, terminando com o título da segunda divisão alemã, na equipe que contava com Lukas Podolski. Retornaria após o título para seu país, retornando também para o Roda, onde ficaria duas temporadas.
Ainda teria uma passagem novamente pela Alemanha, dessa vez no comando do Hamburgo. Neste, livraria do rebaixamente e terminaria numa oitava posição e conquistaria no início da temporada seguinte o título da Copa Intertoto da UEFA. Com seu bom trabalho no Hamburgo, recebeu uma proposta para treinar o PSV, sendo aceita. Porém, acabaria deixando o clube no ano seguinte após desentendimentos com os jogadores e, alguns meses depois, acertaria com o Red Bull Salzburg, da Áustria.[carece de fontes?] No Salzburg, conquistaria o título austríaco em sua primeira temporada. Na sua segunda temporada à frente do clube, porém, acabaria não tendo o mesmo sucesso, tendo feito um péssimo início de temporada, e, mesmo quando o clube começava a conseguir bons resultados, acabou sendo demitido. Acertou seu retorno ao Schalke 04 em 27 de setembro de 2011 para substituir o técnico Ralf Rangnick que pediu a demissão alegando problemas de saúde. 

## Títulos

### Como Jogador
PSV Eindhoven
- Campeonato Neerlandês: 1976, 1978, 1986
- Copa dos Países Baixos: 1976
- Copa da UEFA: 1978

### Como Treinador
Schalke 04
- Copa da UEFA: 1997
- Copa da Alemanha: 2001, 2002

Köln
- 2. Bundesliga: 2005

Red Bull Salzburg
- Campeonato Austríaco: 2010